# American Journal of Philology
American Journal of Philology (AJP/AJPh) is een wetenschappelijk tijdschrift dat in 1880 werd opgericht door de beroemde klassieke filoloog Basil Lanneau Gildersleeve. Het wordt beschouwd als een toponderzoekspublicatie in het veld van de filologie, en aanverwante onderzoeksgebieden van de klassieke literatuur, linguïstiek, geschiedenis, filosofie, en culturele studies, waaronder een groot aantal interdisciplinaire benaderingen tot haar onderwerp. Daarnaast worden er nieuw verschenen vakliteratuur in gerecenseerd. In 2003 ontving het tijdschrift de prijs voor Best Single Issue from the Professional and Scholarly Publishing Division van de Association of American Publishers. De huidige hoofdredacteur is Barbara K. Gold van Hamilton College.
Het tijdschrift wordt vierjaarlijks uitgebracht in maart, juni, september en december. Er worden een 1.093 exemplaren per oplage gedrukt en de gemiddelde lengte van een editie is 176 pagina's.